# Orrok House

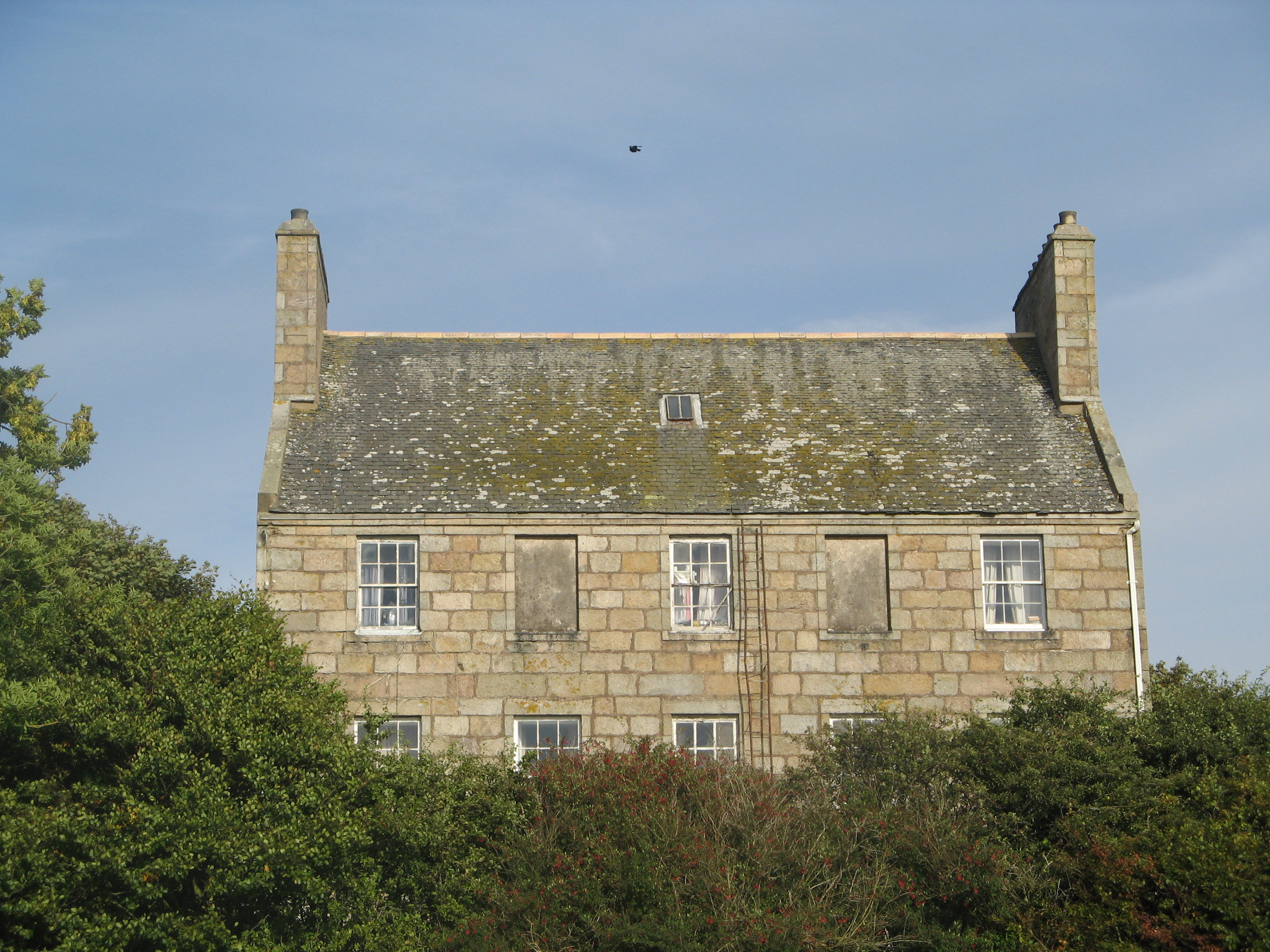
Orrok House

Orrok House, auch Orrock House, ist eine Villa nahe der schottischen Ortschaft Balmedie in der Council Area Aberdeenshire. 1971 wurde das Bauwerk in die schottischen Denkmallisten in der höchsten Denkmalkategorie A aufgenommen.

## Geschichte
Im Jahre 1770 erwarb der aus London stammende Bankier Alexander Fordyce das Anwesen Over Blairton. Möglicherweise begann bereits Fordyce mit dem Bau der Villa. Als Teilhaber der Bank Neal, James, Fordyce and Down, welche die Bankenkrise 1772 auslöste, verlor Fordyce seine Habe und das Anwesen ging an John Orrock, einen Kapitän im Karibikhandel, über. Hierbei übertrug er seinen Familiennamen von seinem ehemaligen Anwesen in Fife auf dieses Anwesen. Orrok House wurde 1781 oder 1782 fertiggestellt, wobei unklar bleibt, ob Orrock alleiniger Bauherr war oder Fordyce bereits die Fundamente gelegt hatte. Im Inneren sind die originalen Holzarbeiten erhalten.

## Beschreibung
Orrok House steht isoliert abseits der A90 rund 1,5 Kilometer nördlich von Balmedie. Die Nordseeküste befindet sich zwei Kilometer östlich. Die Hauptfassade des nüchtern wirkenden, dreistöckigen Gebäudes ist fünf Achsen weit. Zu beiden Seiten setzen sich flache Pavillons mit Walmdächern fort, die jeweils eine Achse weit sind. Das Sichtmauerwerk besteht aus Granitquadern. Das Eingangsportal schließt mit einem halbelliptischen Kämpferfenster. An der Ostfassade wurden auch Rundbogenfenster eingesetzt. Orrok House schließt mit einem Satteldach.